# 金山大桥 (惠州)
惠州金山大桥位于中国广东省惠州市惠城区，是一座跨越新开河和西枝江的公路桥，于2007年4月13日开工奠基。2009年7月13日，施工历时两年多的金山大桥完成合龙，9月30日正式通车。金山大桥以文头岭为界分为南桥和北桥两段，南桥主线为双向8车道，宽45.5米，北桥主线为双向6车道，宽31.5米，大桥总长2850米，建成之时是惠州市建设规模最大、跨度最长的特大型桥梁，耗资3.6亿元人民币。

## 争议
2011年5月，《民主与法制》旬刊记者走访金山大桥，常遇到走错车道的车主。有司机向记者反映，金山大桥分岔路口多，一些道路标识不明显，导致自己在开车时难以找到正确的道路和车道，常常走错路，亦有本地司机认为车道的设计不合理。亦有市民表示，人行横道没有设计交通信号灯，而汽车通过路口时车速较快，对行人了造成安全隐患。而金山大桥确实曾频发交通事故，文中认为这是由于桥形和匝道设计复杂，如有不少急转弯，以及交通标识不清等问题所导致的。居住在附近的居民则表示，桥上的汽车噪声影响到了他们的休息。针对噪声问题，经全国人民代表大会代表反映后，交警部门采纳了种植树木、静止鸣笛、整治大型货车等措施来减少噪声。该报道最终将金山大桥存在的这些问题归责为不合理地缩短工期。据记者了解，金山大桥的设计工期原本为3年，但为了赶在中华人民共和国国庆节和第13届广东省运动会前竣工，将施工期缩短为两年又三个月。
2019年3月26日，金山大桥发生一起小车与电动自行车碰撞的交通事故，经惠州日报记者调查发现，金山大桥机动车与非机动车混行的现象，容易造成交通事故。对此，交警部门采取了机动车和非机动车分流的措施，以保障交通安全。